# Jean-Marie Hamelle
Jean-Marie Hamelle (Monceau-sur-Sambre, 7 juli 1934 - 10 februari 2015) was een Belgisch senator.

## Levensloop
Hamelle was ecologisch militant en sloot zich aan bij de Ecolo-afdeling van het arrondissement Charleroi. Voor de verkiezingen van november 1981 kreeg hij de eerste opvolgersplaats op de Senaatslijst in het arrondissement Charleroi-Thuin toegewezen. Ecolo haalde in de kieskring een gekozene, een zetel die toekwam aan Simone Jortay-Lemaire, die in september 1984 overleed in een auto-ongeval. 
Als eerste opvolger was het de bedoeling dat Hamelle haar zou opvolgen, maar hij werd aanvankelijk niet als lid toegelaten, omdat hij niet aan alle verkiesbaarheidsvoorwaarden voldeed; hij had in 1981 immers geen 3.000 frank per jaar aan personenbelasting betaald. Wel bleek Hamelle een voorschot van 12.000 frank te hebben betaald, maar die som werd teruggestort omdat hij in dezelfde periode langdurig ziek was geweest en geen belastingen verschuldigd was aan de fiscus. Omdat er geen andere opvolgers ter beschikking waren, zouden er tussentijdse verkiezingen moeten worden gehouden in het arrondissement Charleroi-Thuin, hetgeen de andere Waalse partijen echter wilden vermijden. Uiteindelijk werden zijn geloofsbrieven in maart 1985 na aanvullend onderzoek toch nog goedgekeurd, waarna Hamelle de eed kon afleggen als senator. Door de toen bestaande dubbelmandaten kwam hij eveneens in de Waalse Gewestraad en de Raad van de Franse Gemeenschap terecht. Hij bleef parlementslid tot de ontbinding van de Wetgevende Kamers in september 1985.